# Polityka innowacji
Zasugerowano, aby zintegrować ten artykuł z artykułem Polityka innowacyjna (dyskusja). Nie opisano powodu propozycji integracji.
"Polityka innowacji" - rodzaj polityki gospodarczej. Pojęcie to obejmuje szeroki zakres tematów i trudno jest je jednoznacznie zdefiniować. Spowodowane jest to tym, że cele polityki innowacji ulegają ciągłym ewolucjom oraz że polityka innowacji zależy od kontekstu w jakim została użyta.
Według Arnkil, R. et al. (2003) wyróżniamy dwie główne koncepcje polityki innowacji: tradycyjna (zawężona) oraz systemowa. Tradycyjna polityka innowacji podobna jest do polityki nauki i technologii. Natomiast systemowa oparta jest głównie na NSI (Narodowy System Innowacji).

## Koncepcje polityki innowacji
- Tradycyjna/zawężona koncepcja polityki innowacji

Według tej koncepcji polityka innowacji oparta jest na neoklasycznej teorii ekonomii, która mówi, iż rynkiem rządzi prawo popytu i podaży, które pozwala ustalić cenę i ilość produktu w równowadze. Poza tym zakłada się, że istnieje mechanizm korygujący rynek (niewidzialna ręka rynku), a interwencja państwa na rynku jest wtedy pożądana, gdy nastąpi zakłócenie równowagi, wyznaczanej przez krzywe popytu i podaży. Teoria neoklasycznej ekonomii traktuje innowację jako zmienną endogeniczną, czyli dającą się wyjaśnić przez zasady ekonomiczne. Ponadto tradycyjna polityka innowacji jest nieco zbliżona do polityki nauki i technologii i dotyczy głównie technologicznych produktów i procesów. Oprócz zakłóceń na rynku, interwencja państwa sprowadza się także do subsydiowania wybranych kierunków badań naukowych w wybranych wyspecjalizowanych jednostkach. Przyjmuje się również, że proces innowacji jest liniowy (przyczynowo - skutkowy), zapoczątkowany przez badania naukowe. Organizacje biorące udział w procesie innowacji stanowią przeważnie zbiór odizolowanych organizacji niż system organizacji w interakcji. 
- Systemowa koncepcja polityki innowacji

Innowacja powstaje w procesie zbiorowym, do którego potrzebny jest udział wielu organizacji sektora prywatnego i publicznego oraz współpraca pomiędzy nimi (klientami, dostawcami, konkurencją, jednostkami badawczo - rozwojowymi, uczelniami czy agencjami rządowymi). Jednymi słowy, potrzebne są systemy innowacji. 
Interwencja państwa związana z systemową polityką innowacji koncentruje się na rozwoju procesów i produktów technologicznych oraz na zmianach organizacyjnych, wspomagających rozwój danych typów innowacji np. tworzeniu klastrów przemysłowych i innych sieci współpracy, służących do przepływu wiedzy. Wspomaganie państwa polega także na tworzeniu systemów innowacji, zwłaszcza Narodowego Systemu Innowacji. Proces tworzenia innowacji uwzględnia, oprócz nowej wiedzy powstałej w wyniku badań, także wiedzę uprzednio zgromadzoną. 